# Alexander Hall (sciatore)
Alexander Hall (Fairbanks, 21 settembre 1998) è uno sciatore freestyle statunitense, specialista dello slopestyle e del big air.

## Biografia
Hall esordisce in Coppa del Mondo il 28 agosto 2015 a Cardrona, in Nuova Zelanda. Partecipa ai Giochi olimpici giovanili di Lillehammer 2016 vincendo la medaglia d'argento nello slopestyle, dietro il norvegese Birk Ruud, e terminando al quarto posto nell'halfpipe.
Nel 2017 giunge nono nello slopestyle ai Mondiali di Sierra Nevada e poi prende parte pure alle Olimpiadi di Pyeongchang 2018 classificandosi sedicesimo nello slopestyle. Reduce dall'esperienza olimpica, nel marzo 2018 ottiene a Silvaplana la sua prima vittoria in una gara di Coppa del Mondo.
Ai Mondiali di Aspen 2021 ha ottenuto la sua prima medaglia iridata, il bronzo nello slopestyle. Ai Giochi Olimpici di Pechino 2022 si è laureato campione olimpico nello slopestyle.

## Palmarès

### Olimpiadi
- 1 medaglia:
  - 1 oro (slopestyle a Pechino 2022)

### Mondiali
- 2 medaglie:
  - 2 bronzi (slopestyle ad Aspen 2021; slopestyle a Engadina 2025)

### Winter X Games
- 11 medaglie:
  - 5 ori (slopestyle ad Aspen 2019; big air a Fornebu 2019; knuckle huck ad Hafjell 2020; slopestyle ad Aspen 2022; kunckle huck ad Aspen 2025)
  - 2 argenti (slopestyle ad Hafjell 2020; slopestyle ad Aspen 2024)
  - 4 bronzi (big air ad Aspen 2021; slopestyle e knuckle huck ad Aspen 2022; big air ad Aspen 2024)

### Coppa del Mondo
- Vincitore della Coppa del Mondo di slopestyle nel 2025
- Vincitore della Coppa del Mondo di big air nel 2024
- 16 podi:
  - 10 vittorie
  - 3 secondi posti
  - 3 terzi posti

#### Coppa del Mondo - vittorie
| Data             | Luogo                  | Paese       | Disciplina |
| ---------------- | ---------------------- | ----------- | ---------- |
| 3 marzo 2018     | Silvaplana             | Svizzera    | SS         |
| 12 gennaio 2019  | Font-Romeu-Odeillo-Via | Francia     | SS         |
| 3 novembre 2019  | Modena                 | Italia      | BA         |
| 21 dicembre 2019 | Atlanta                | Stati Uniti | BA         |
| 9 gennaio 2022   | Mammoth Mountain       | Stati Uniti | SS         |
| 2 dicembre 2023  | Pechino                | Cina        | BA         |
| 3 febbraio 2024  | Mammoth Mountain       | Stati Uniti | SS         |
| 15 marzo 2024    | Tignes                 | Francia     | BA         |
| 1º febbraio 2025 | Aspen                  | Stati Uniti | SS         |
| 14 marzo 2025    | Tignes                 | Francia     | SS         |

Legenda:

SS = Slopestyle

BA = Big air